# Grožnjan
Grožnjan (en italien : Grisignana) est un village et une municipalité située en Istrie, dans le comitat d'Istrie, en Croatie. Au recensement de 2011, la municipalité comptait 785 habitants, dont 51,21 % d'Italiens et 26,24 % de Croates ; le village seul comptait 185 habitants.
C'est une commune bilingue croate/italien.

## Histoire

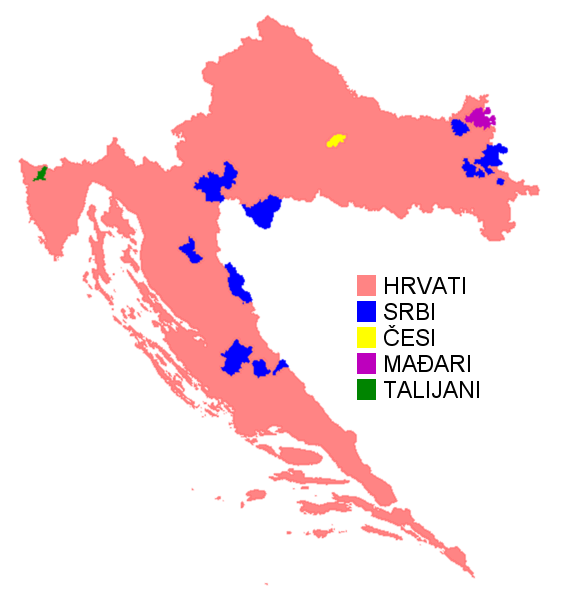
Grisignana italienne

Dans les années 1960, le village se mourait (Massacres des foibe, 1943-1945). Les autorités ont cédé à des artistes les bicoques à l'abandon.
En 2012, le village compte 35 ateliers de peinture, de sculpture, de danse ou de théâtre. L'été, rues et placettes se muent en une vaste scène de spectacle, sur fond de jazz, de classique ou de rock.

## Localités
La municipalité de Grožnjan compte 10 localités :
| - Antonci – Antonzi - Bijele Zemlje – Terre Bianche - Grožnjan – Grisignana - Kostanjica – Castagna - Kuberton – Cuberton | - Makovci – Macovzi - Martinčići – Martincici - Šterna – Sterna - Vrnjak – Vergnacco - Završje – Piemonte d'Istria |